# Château d'eau de Sélestat
Le château d'eau de Sélestat est un château d'eau (Wasserturm en allemand) situé sur l'axe nord-sud sur la place du Général de Gaulle dans la ville de Sélestat dans le Bas-Rhin. Le château d'eau a une hauteur de 50 m et son réservoir a une capacité de 500 m3.

## Histoire
Construit en 1906 sous la direction de Behr, ingénieur des services des eaux (Meliorationsamt) détaché à Sélestat, en prenant pour modèle un château d'eau construit en 1893 à Deventer aux Pays-Bas afin d'équiper la ville en eau courante.
Ce château d'eau ressemble de par sa construction à un beffroi. Son architecture s'inspire du style néo-roman. La tour est réalisée en briques jaunes, et sa cuve réalisée en tôle rivetée comporte une succession d'arcatures cintrées en briques rouges surmontée d'un toit conique.
Le château d'eau de Sélestat a été classé monument historique le 2 juillet 1992.

## Anecdote
Ce château d'eau est équipé d'un paratonnerre. Suivant le cours de l'histoire de l'Alsace, sa pointe fut surmontée de l'aigle impérial de la Maison de Hohenzollern (allemand) de 1915 à 1918 et du coq gaulois de 1918 à 1940.

## Cérémonie du centenaire

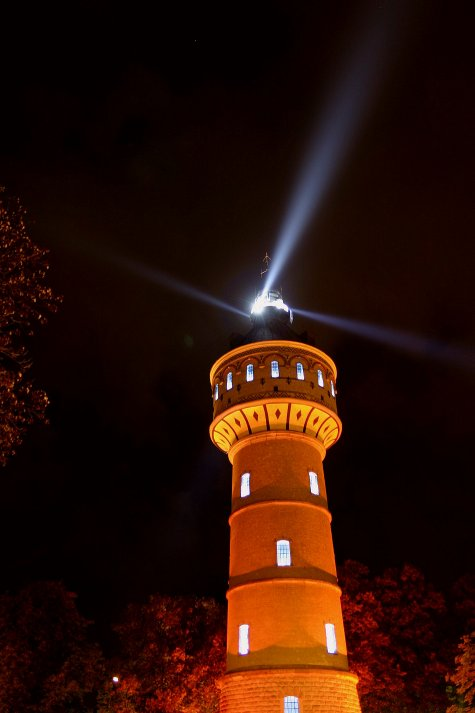
Éclairage durant les cérémonies du centenaire.

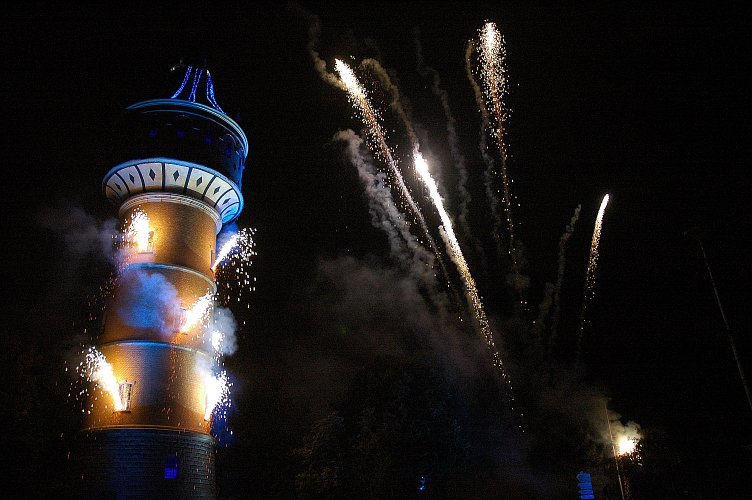
Éclairage durant les cérémonies du centenaire.

- Le 16 septembre 2006, pendant les journées européennes du patrimoine, la ville de Sélestat a organisé un spectacle pyrotechnique pour le centenaire de ce monument.

- Ce spectacle de 25 minutes était une création de la société Molécule de Sélestat, mêlant les images animées projetées, l'éclairage du château et des alentours, et un tir de feu d'artifice synchronisé par ordinateur sur des musiques parcourant le thème de l'eau. Des projecteurs étaient commandés au sol et sur le sommet de la tour, ainsi que des éclairages complémentaire à LED dans les ouvertures de la tour. Un éclairage coloré spécial comprenant un phare tournant est resté en service un mois.